# کارشناسی ارشد حقوق

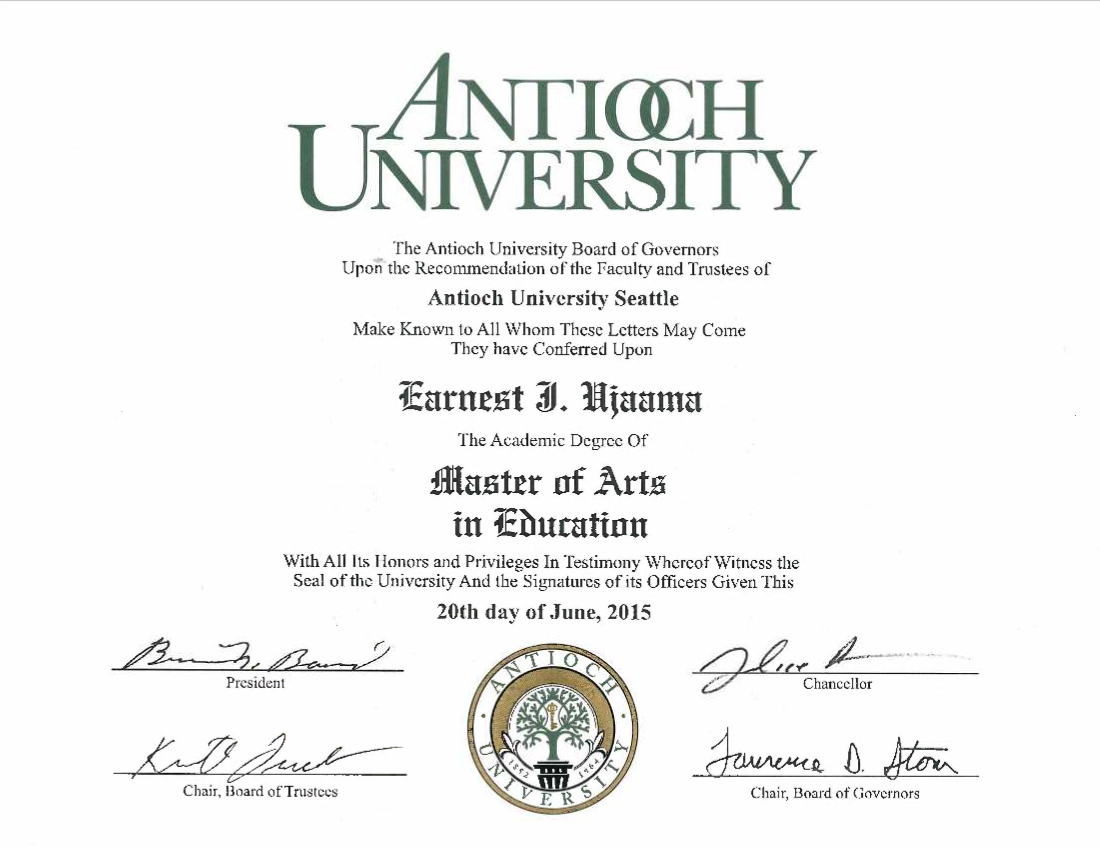
ال‌ال‌ام

کارشناسی ارشد حقوق (به انگلیسی: Master of Laws) (M.L. یا L.L.M ; زبان لاتین Magister Legum یا Legum Magister) یک مدرک تحصیلات تکمیلی است که کسانی که یا دارای مدرک دانشگاهی کارشناسی حقوقند، یا دارندگان مدارک حرفه‌ای حقوق، یا مدرک کارشناسی در یک رشتهٔ مرتبط آن را تحصیل می‌کنند. در برخی حوزه‌های قضایی این مدرک مدرک حرفه‌ای مقدماتی برای پذیرش به شغل حقوقی است.
در بیشتر ایالات و کشورها، برای وکیل شدن و اشتغال به کار حقوقی شخص باید ابتدا مدرک حقوق دریافت کند. با این که در بیشتر کشورهای کامن لا مدرک LL.B. لازم است، آمریکا و کانادا برای اشتغال به امر حقوق عموماً مدرک دکترای حرفه‌ای یا جی دی را لازم می‌دانند. جی دی یک دکترا و اولین درجه تخصصی تحصیلات تکمیلی در حقوق است.
اگر شخص علاقه‌مند باشد از طریق پژوهش در یک حوزهٔ خاص حقوق دانش تخصصی کسب کند، می‌تواند پس از اخذ جی دی تحصیلاتش را در یک برنامه ال‌ال‌ام ادامه دهد.